# Midori, Gunma
Midori (みどり市 Midori-shi) là một thành phố thuộc tỉnh Gunma, Nhật Bản.